# Io e il mio destino
Io e il mio destino (Flirting with Fate) è un film muto del 1916 diretto da Christy Cabanne, conosciuto anche con il titolo The Assassin. Prodotto dalla Fine Arts Film Company e distribuito dalla Triangle Distributing, il film aveva come interpreti Douglas Fairbanks e Jewel Carmen.

## Trama
Artista squattrinato, Augy si innamora di Gladys, una ragazza dell'alta società. Anche se la zia di lei lo respinge come pretendente, lui vuol fare comunque la sua proposta di matrimonio e si mette a fare le prove proponendosi a una donna che finge di essere la ragazza che lui ama. Gladys, che li vede, crede che lui voglia sposare quella ragazza e, sconsolata, decide di sposare qualcun altro. Quando lo viene a sapere, Augy si deprime e pensa al suicidio. Ma non ci riesce. Allora, ingaggia Automatic Joe al quale dà cinquanta dollari chiedendogli di ucciderlo. Nel frattempo, però, la situazione finanziaria di Augy migliora e Gladys, venuta a sapere la verità sulle vere intenzioni del giovanotto, accetta di sposarlo. Augy, a questo punto, deve ritrovare il killer per evitare di farsi uccidere. Quando finalmente lo trova, scopre che Joe, che la religione ha cambiato in un credente praticante, lo sta sì cercando, ma non per ucciderlo, bensì per restituirgli i cinquanta dollari.

## Produzione
Il film fu prodotto dalla Fine Arts Film Company.

## Distribuzione
Distribuito dalla Triangle Distributing, il film uscì nelle sale cinematografiche statunitensi il 9 luglio 1916 dopo essere stato presentato in prima il 25 giugno 1916.
Copie della pellicola sono conservate in collezioni private e negli archivi del Cohen Media Group (Raymond Rohauer collection), quelli della Film Preservation Associates e quelli della EmGee Film Library.